# Aidia tomentosa
Aidia tomentosa är en måreväxtart som först beskrevs av Carl Ludwig von Blume, och fick sitt nu gällande namn av Colin Ernest Ridsdale. Aidia tomentosa ingår i släktet Aidia och familjen måreväxter.

## Underarter
Arten delas in i följande underarter:
- A. t. sundaica
- A. t. tomentosa